# 白岸乡
白岸乡是中国河北省邢台市邢台县下辖的一个乡。2020年6月，白岸乡划归信都区管辖。

## 行政区划
下辖以下地区：
白岸村、大西庄村、小西庄村、清泉村、王山铺村、南名水村、朱温坪村、白岸口村、西孟家庄村、贾道湾村、大鱼村、麦条沟村、前坪村、西口村、西就水村、南就水村、黄家台村、许家村、欠沟村、后大岭村、前大岭村、芝麻峪村和尚家庄村。